# 1069
Năm 1069  trong lịch Julius.

## Sự kiện
Vua Lý Thánh Tông phá Bình Chiêm